# Awetik Issahakjan

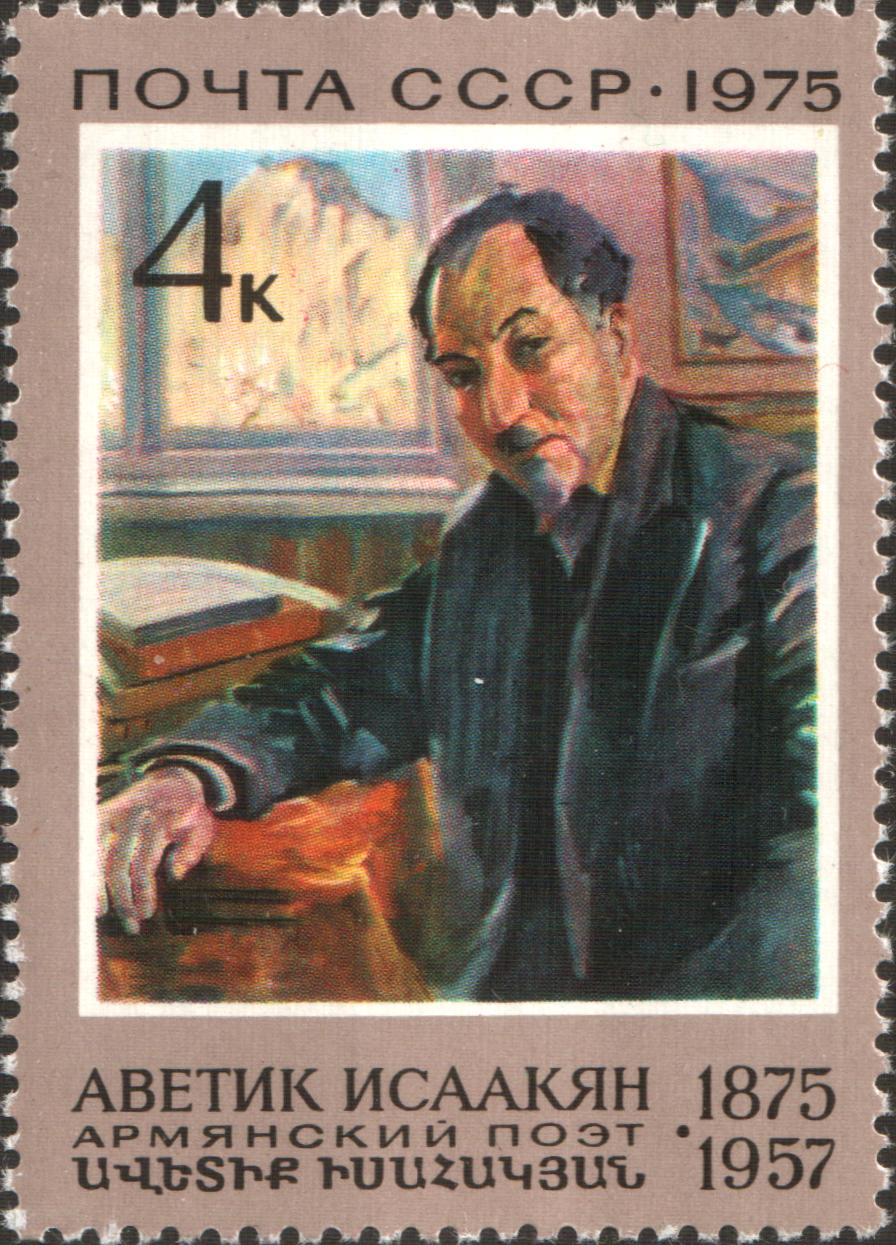
Briefmarke der UdSSR, Awetik Issahakjan, 1975, 4 Kopeken

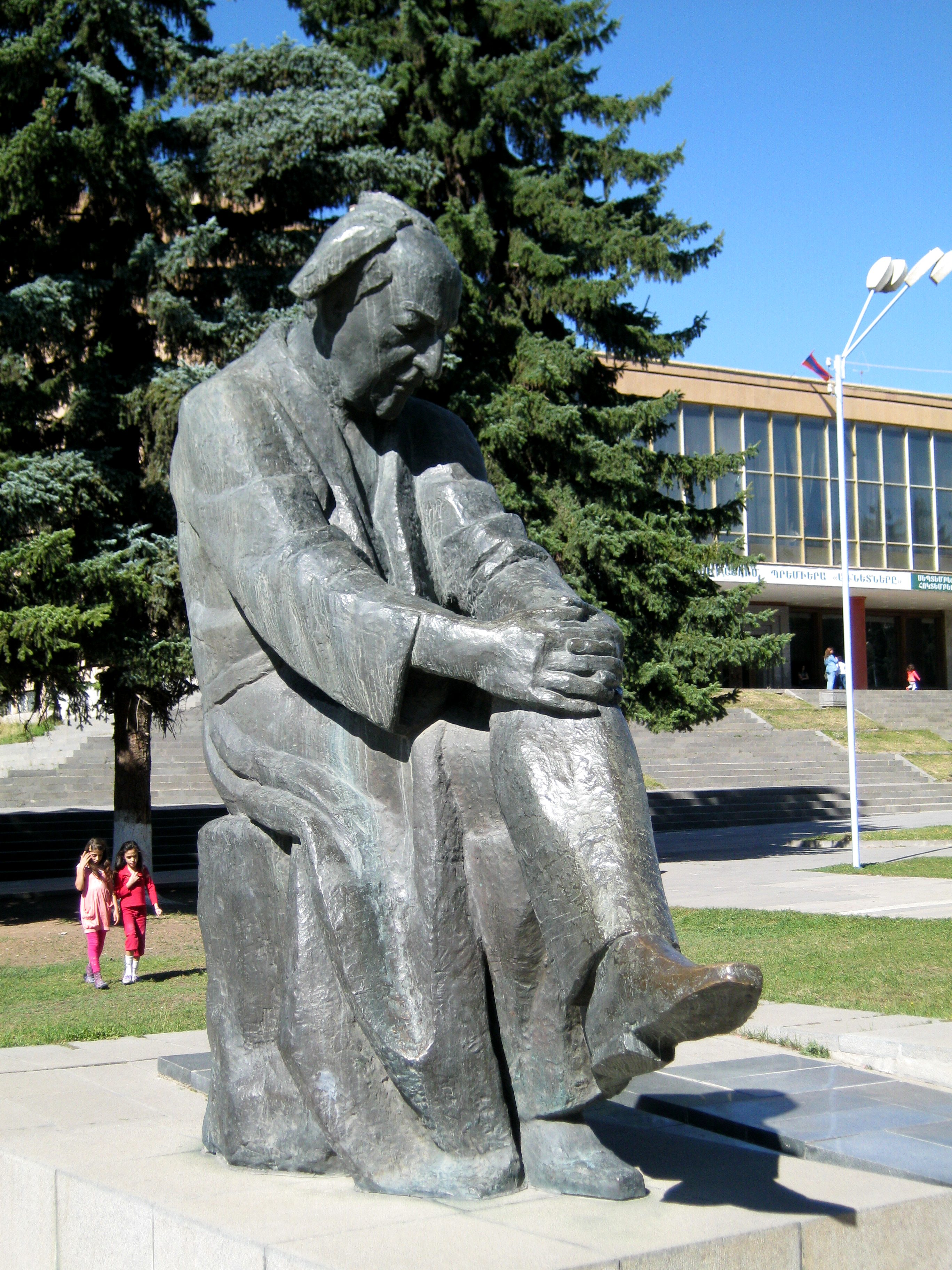
Issahakjan-Denkmal (N. Nikoghosjan, 1975), Gjumri

Awetik Issahakjan (armenisch Աւետիք Իսահակեան, reformiert Ավետիք Իսահակյան, russisch Аветик Саакович Исаакян Awetik Saakowitsch Isaakjan; * 18. Oktoberjul. / 30. Oktober 1875greg. in Ghazarapat, bei Alexandropol, heute Gjumri, Russisches Reich; † 17. Oktober 1957 in Jerewan, Armenische SSR) war ein armenischer Autor und Aktivist.

## Leben
Der 1875 in Alexandropol geborene Awetik Issahakjan studierte am Kevorkian-Seminar in Etschmiadsin und später an der Universität Leipzig Philosophie und Anthropologie. 1895, nach seiner Rückkehr aus Leipzig, trat er dem Komitee der Armenischen Revolutionären Föderation bei, wofür er 1896 für ein Jahr inhaftiert wurde.
Später hörte er Literatur und Philosophie an der Universität Zürich. 1902 kehrte er wieder nach Armenien zurück und zog nach Tiflis.
Zusammen mit 158 anderen armenischen Intellektuellen wurde er 1908 wieder inhaftiert (so wie auch Hovhannes Tumanjan). 1911 verließ Issahakjan deswegen das Land gen Deutschland, wo er sich an der Deutsch-Armenischen Bewegung beteiligte und für die Zeitschrift Mesrob schrieb.
1936 kehrte Issahakjan wieder nach Armenien zurück, wo er 1943 in die Armenische Akademie der Wissenschaften gewählt wurde. 1946 erhielt er den Stalinpreis.
Issahakjan war Mitglied des Obersten Sowjets der Armenischen SSR der zweiten bis vierten Einberufung.

## Werk
- „Die Geduldspfeife“, 1928[2]
- Ich träume. Gedicht. Issahakjan, Awetik, In: Sinn und Form 1975, S. 1019.
- 2. Seele – umhergetriebener Vogel mein. Ich seh im Traum den Abend friedlich scheiden... Trifft mich der Tod auch eines Tages... Daß man verliert, was man geliebt... Heimatrauch. Issahakjan, Awetik, In: Der flammende Dornbusch. Lyrik aus der Sowjetunion. Auswahl und Zusammenstellung von Wladimir Ognew 1987, S. 32–35.